# The Dark of the Matinée
The Dark of the Matinée è un singolo del gruppo rock scozzese Franz Ferdinand, pubblicato il 19 aprile 2004 come terzo estratto dal loro primo album in studio, l'eponimo Franz Ferdinand.

## Riscontro
La canzone ha raggiunto l'ottavo posto della classifica britannica dei singoli. In Australia ha raggiunto il cinquantesimo posto nella Hottest 100 del 2004 di Triple J. 

## Videoclip
Il video del brano vede la band danzare in abiti da scolari sulle note della canzone. Si ispira a Blue Remembered Hills, commedia televisiva del 1979 scritta da Dennis Potter, in cui alcuni adulti interpretano ruoli da bambini. In un'altra parte del video i membri della band, vestiti di bianco, si trovano vicino a una gigantografia di Terry Wogan, citato nella canzone.

## Tracce
- Singolo britannico[1]

1. The Dark of the Matinée
2. Better in Hoboken
3. Forty Feet

- 45 giri britannico[2]

1. The Dark of the Matinée
2. Michael (live at KCRW)

45 giri 12 pollici britannico
1. The Dark of the Matinée
2. Better in Hoboken
3. Forty Feet

DVD britannico
1. The Dark of the Matinée (video)
2. The Dark of the Matinée (live at KCRW)
3. Wallpaper
4. Photogallery with "Cheating on You" live from The Chateau

CD europeo
1. The Dark of the Matinée (video)
2. Better in Hoboken